# Smerteklinik
En smerteklinik er en specialafdeling, hvor man behandler komplicerede smertetilstande på et tværfagligt grundlag. Det vil sige i et samarbejde mellem læger, psykologer, fysioterapeuter, ergoterapeuter og sygeplejersker.